# Tandprotheticus

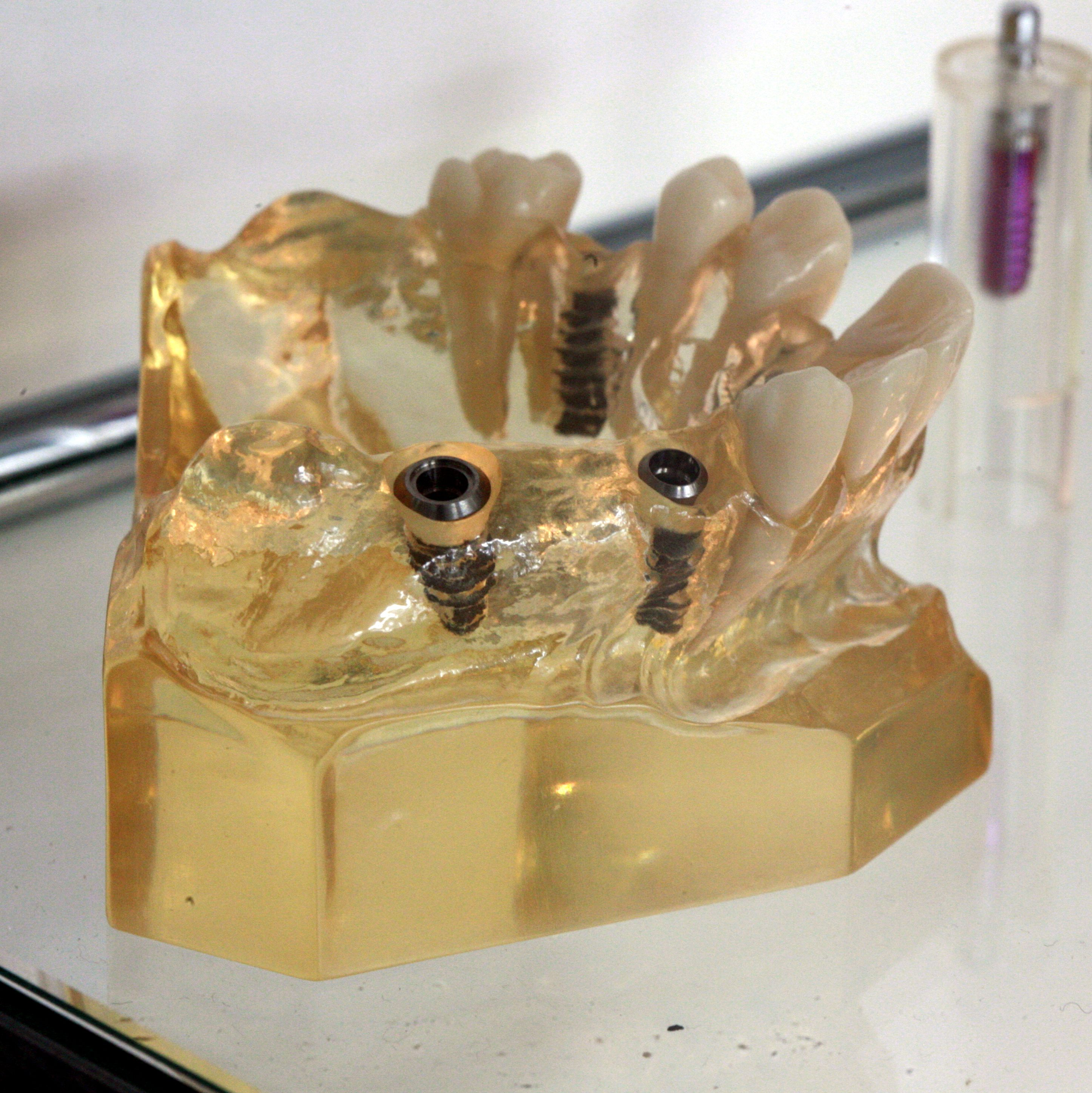
Protheses

Tandprotheticus is een paramedisch beroep. In België wordt het beroep Denturist genoemd volgens de internationale titulatuur. In Nederland, Zwitserland, Finland en Denemarken is de titel tandprotheticus wettelijk beschermd.

## Verschil tussen tandprotheticus (hbo) en tandtechnicus (mbo)
Een tandprotheticus onderscheidt zich van een tandtechnicus op de volgende punten:
- Een tandtechnicus handelt in opdracht van een tandarts of tandprotheticus; de tandprotheticus handelt zelfstandig.
- Tandtechnicus is een ambachtelijk beroep dat valt onder het Bedrijfschap Ambachten terwijl de tandprotheticus als paramedicus onder de Wet BIG valt en daarmee BIG beschermd is.
- Een tandprotheticus kan opdrachten aanvaarden van tandartsen, aspirant prothesedragers, prothesedragers, implantologen, kaakchirurgen en gelaatsprothetische artsen.

Een tandtechnicus mag niet zelfstandig in de mond werken. Dit is enkel onder toezicht van een tandarts of tandprotheticus toegestaan.

## België
In België bestaat sinds 1971 een opleiding. Deze duurt drie jaar op hbo-niveau en wordt op zaterdag gegeven in het Instituut voor Tandprothesisten te Antwerpen. Toelatingsvereiste is een diploma tandtechnicus volgens de richtlijnen van de Europese Unie die gesteld zijn aan het beroep denturist/tandprotheticus. De beroepsvereniging heet Unie Belgische gediplomeerde Denturisten - Union Belge Denturists Diplomé (UBDD).

## Nederland
Een tandprotheticus werkt volgens een beroepscode en voldoet aan de kwaliteitseisen die in de Wet BIG in artikel 34 zijn gesteld. De tandprotheticus is in tegenstelling tot de tandarts niet 'BIG' geregistreerd en valt dus ook niet onder het medisch tuchtrecht. De beroepsorganisatie is de Organisatie van Nederlandse Tandprothetici (O.N.T.) die sinds 1997 is erkend door de Nederlandse overheid. Ze beheert het register van afgestudeerde tandprothetici. Het lidmaatschap van de O.N.T. is niet verplicht. De beroepscodex voor de tandprotheticus waarin de regels voor goede praktijk en ethiek zijn vastgelegd is een leidraad voor kwaliteit. Er is een vergoedingsregeling in het kader van de mondzorg volgens de basiszorgverzekering.
In Nederland moet men om tandprotheticus te worden een vierjarige deeltijd hbo-opleiding volgen aan de Hogeschool Utrecht.

## Werkzaamheden
De werkzaamheden van een tandprotheticus zijn:
- Het verzorgen van uitneembare gebitsprothesen in een tandeloze mond.
- Het verzorgen van volledige en partiële prothesen.
- Voorlichting en advies geven over het onderhoud van de prothese.
- Het verzorgen van gebitsprothesen op implantaten of op gebitswortels, de zogenaamde overkappingsprothese. Deze verzorging kan plaatsvinden in samenwerking met een tandarts of implantoloog.
- Het verwijzen naar een arts, tandarts of implantoloog voor nader advies.
- In geval van een medisch voorbehouden handeling verwijzen naar een tandarts, arts of implantoloog.